# Canton de Mundolsheim
Le canton de Mundolsheim est un ancien canton français situé dans le département du Bas-Rhin et la région Alsace.

## Histoire
Le canton de Mundolsheim est créé par le décret no 73-670 du 13 juillet 1973 scindant le canton de Schiltigheim.
Il est supprimé lors du redécoupage cantonal de 2014.

## Composition
Le canton de Mundolsheim comprenait 14 communes :
- Achenheim: 2 168 habitants
- Breuschwickersheim: 1 254 habitants
- Eckbolsheim: 6 421 habitants
- Hangenbieten: 1 469 habitants
- Ittenheim: 2 122 habitants
- Lampertheim: 2 950 habitants
- Mittelhausbergen: 1 712 habitants
- Mundolsheim (chef-lieu): 4 941 habitants
- Niederhausbergen: 1 295 habitants
- Oberhausbergen: 4 397 habitants
- Oberschaeffolsheim: 2 139 habitants
- Reichstett: 4 397 habitants
- Souffelweyersheim: 7 425 habitants
- Wolfisheim: 3 955 habitants

## Représentation: Conseillers généraux de 1973 à 2015
| Période | Période      | Identité                | Étiquette    | Qualité                                           |
| ------- | ------------ | ----------------------- | ------------ | ------------------------------------------------- |
| 1973    | 1990 (décès) | Jean-Jacques Rohfritsch | UDR puis RPR | Maire de Lampertheim (1965-1990)                  |
| 1990    | 1998         | Rémy Schlichter         | RPR          | Directeur de société Maire de Wolfisheim          |
| 1998    | 2015         | André Lobstein          | RPR puis UMP | Chef d'entreprise Maire d'Eckbolsheim depuis 1995 |

## Résultats élections cantonales
Élections cantonales 2011
1er tour:
- Inscrits : 35017
- Abstentions : 21642 (61,80 %)
- Votants : 13375 (38,20 %)
- Blancs et nuls : 331 (0,95 %)
- Exprimés : 13044 (37,25 %)

- André Lobstein UMP 42,4 % (5526 voix)
- Stéphane Chevallier FN 23,5 % (3069 voix)
- Claude Walter (Écologie) 20,7 %  (2698 voix)
- Francis Hammer (PS) 13,4 % (1751 voix)

2e tour
- Inscrits 35016
- Abstentions 21257 (60,71 %)
- Votants 13759 (39,29 %)
- Blancs et nuls 1181 (3,37 %)
- Exprimés 12578 (35,92 %)

- André Lobstein (UMP) 70,6 % (8876 voix)
- Stéphane Chevallier (FN) 29,4 % (3702 voix)